# سوزانا مرتشيان
سوزانا مرتشيان  هي ويكيميدية أرمينية ولدت في 26 أغسطس عام 1949 في مدينة ييرفان وهي برفيسورة في نظام البحث وقواعد البيانات، هي ويكيميدية منتظمة تساهم في موسوعة ويكيبيديا الأمريكية، في عام 2013 قامت بانشاء نادي محلي وفي نفس السنة تم عقد المؤتمر الأول فيه ومنذ 2013 سوزانا كانت رئيسة نادي ويكيبيديا الأرمنية أي سنة تأسيسه وفي عام 2015 استلمت وسام شرف في توزيع الجائزة السنوية ويكيميدي السنة بإشراف جيمي ويلز.
,.
. · 